# Maleber (Maleber)
Maleber is een bestuurslaag in het regentschap Kuningan van de provincie West-Java, Indonesië. Maleber telt 3076 inwoners (volkstelling 2010).